# Монтефйоре-Конка
Монтефйоре-Конка (італ. Montefiore Conca) — муніципалітет в Італії, у регіоні Емілія-Романья,  провінція Ріміні.
Монтефйоре-Конка розташоване на відстані близько 230 км на північ від Рима, 125 км на південний схід від Болоньї, 19 км на південь від Ріміні.

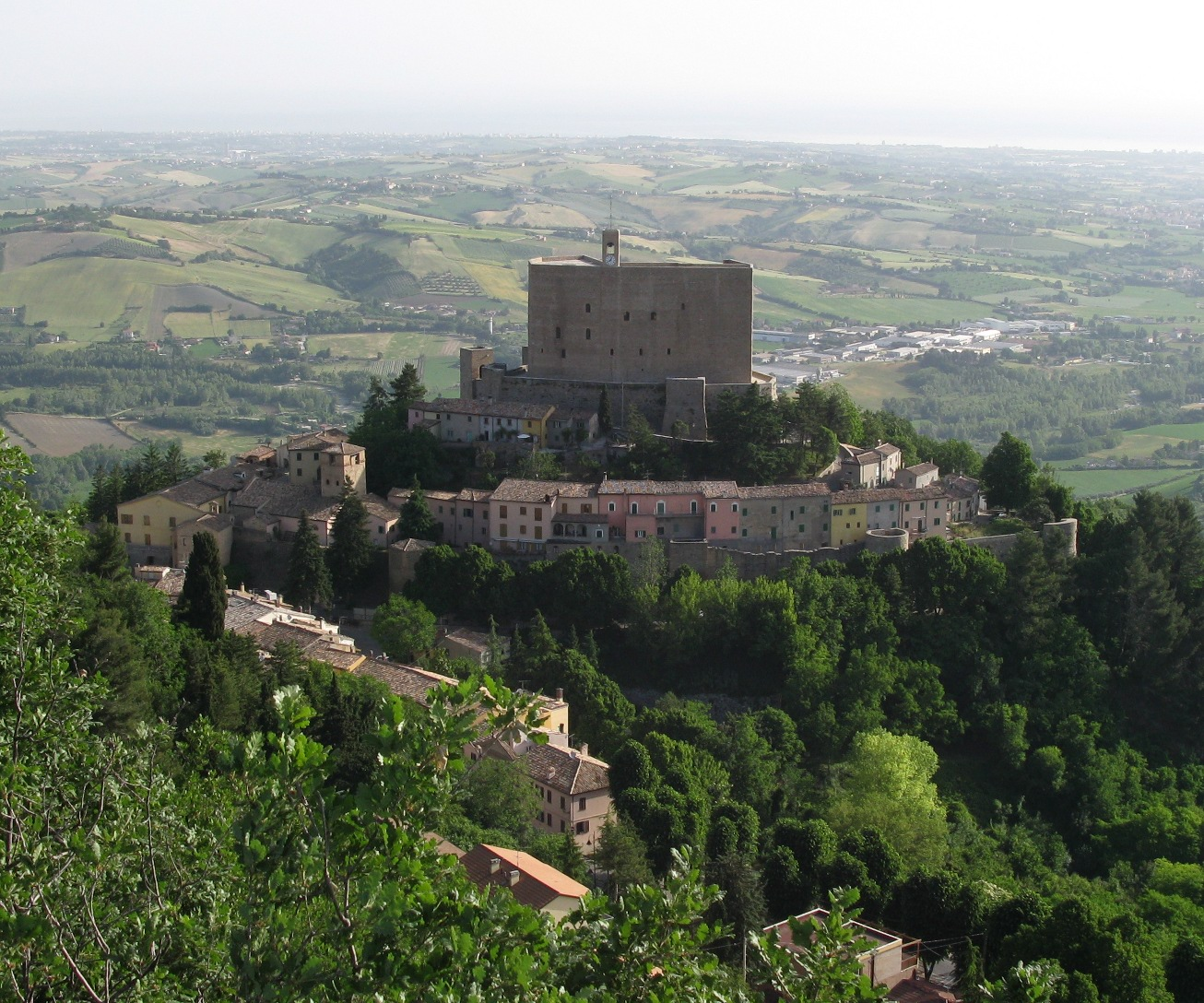
Монтефьоре-Конка

Населення — 2272 особи (2014).

## Демографія
Населення за роками:

Станом на 1 січня 2023 року в муніципалітеті офіційно проживало 175 іноземців з 32 країн, серед них 42 громадяни країн Євросоюзу та 28 громадян України.

## Сусідні муніципалітети
- Аудіторе
- Джеммано
- Мондаїно
- Морчіано-ді-Романья
- Салудечіо
- Сан-Клементе
- Таволето